# Альтенбург (станция)
Станция Альтенбург (нем. Bahnhof Altenburg) — находится на Саксонско-Баварской железной дороге из Лейпцига в Хоф в городе Альтенбург в немецкой земле Тюрингия. Пассажирские перевозки на других линиях в Цайц и Нарсдорф были закрыты.

## История

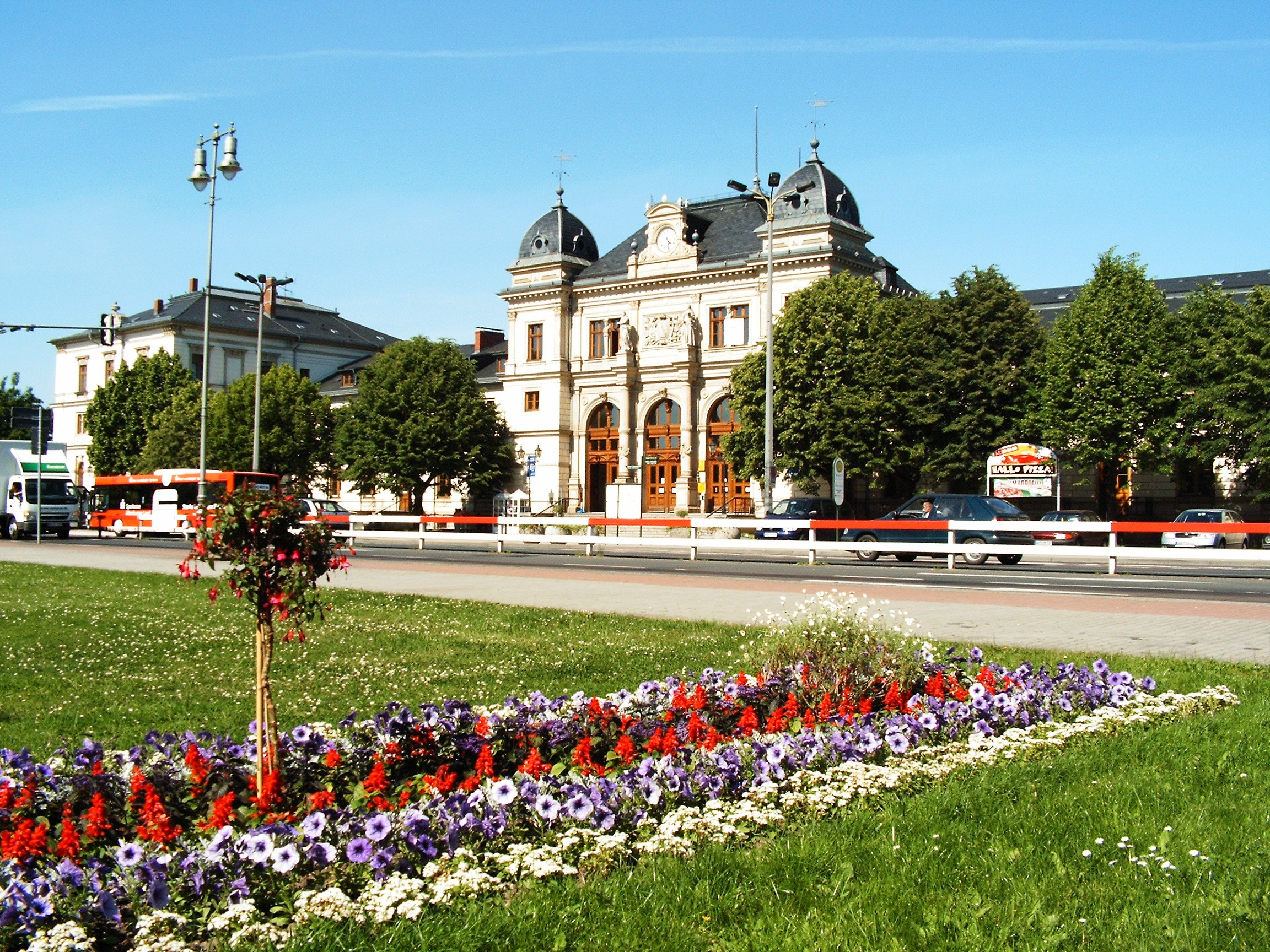
Главный вход вокзала в 2006

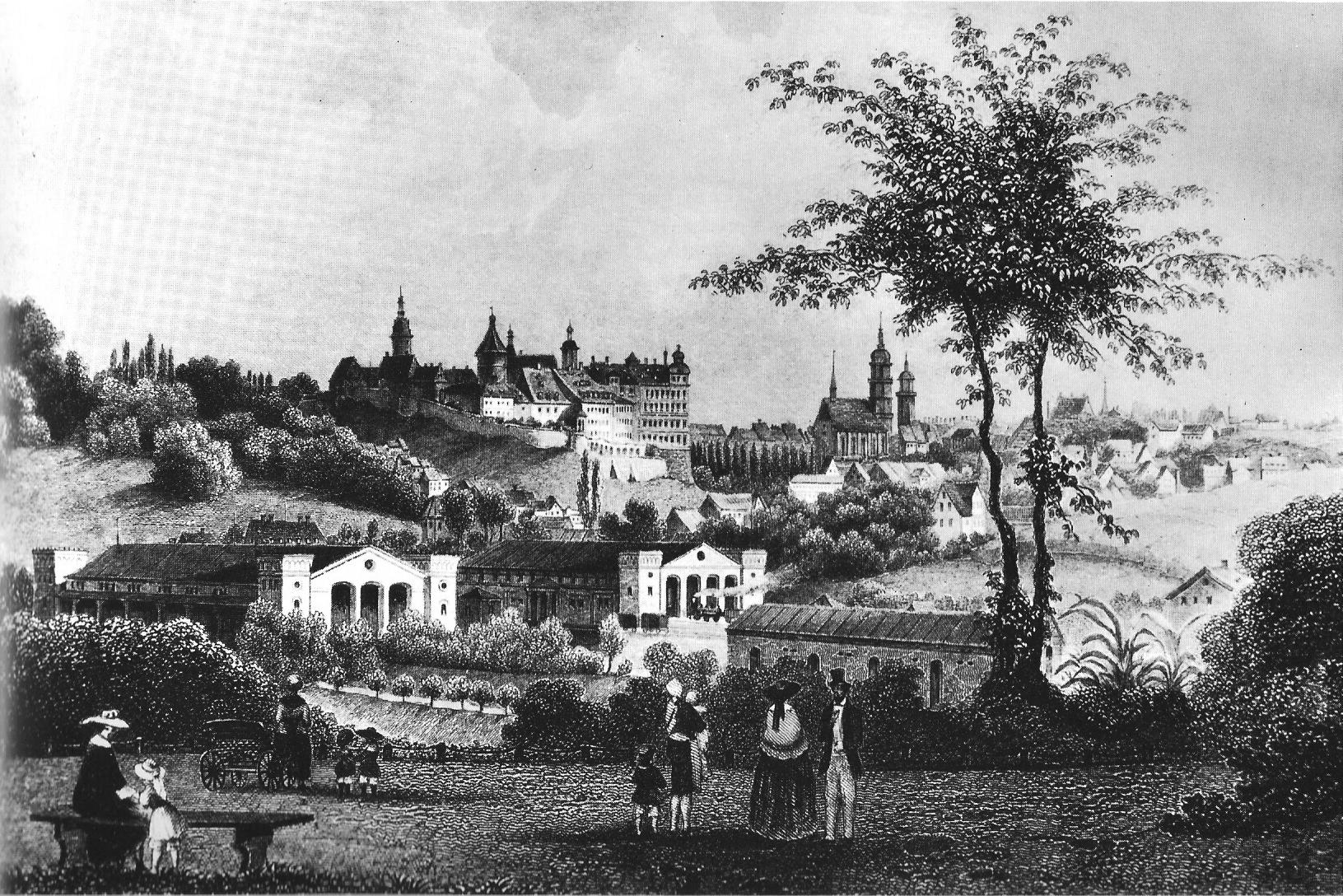
Вокзал Альтенбурга 1860 год

### Первый вокзал
Первоначальная станция Альтенбург располагалась в другом месте на сегодняшней улице Фабрикштрассе. Церемония его открытия состоялась 19 сентября 1842 года, и это была первая станция в герцогствах Эрнестин. Герцогство Саксен-Альтенбург требовало, чтобы станция была построена как можно ближе к Residenzstadt городу с королевским дворцом Альтенбурга, что привело к тому, что дальнейшее строительство линии на юг было невозможно по топографическим причинам и таким образом, чтобы станция была построена как конечная станция. В результате линия на Хоф сначала проходила на небольшом расстоянии к северу, а затем сделала поворот на 180 градусов в долину Плейсе, расположенную к востоку от города.

### Центральный вокзал Альтенбурга

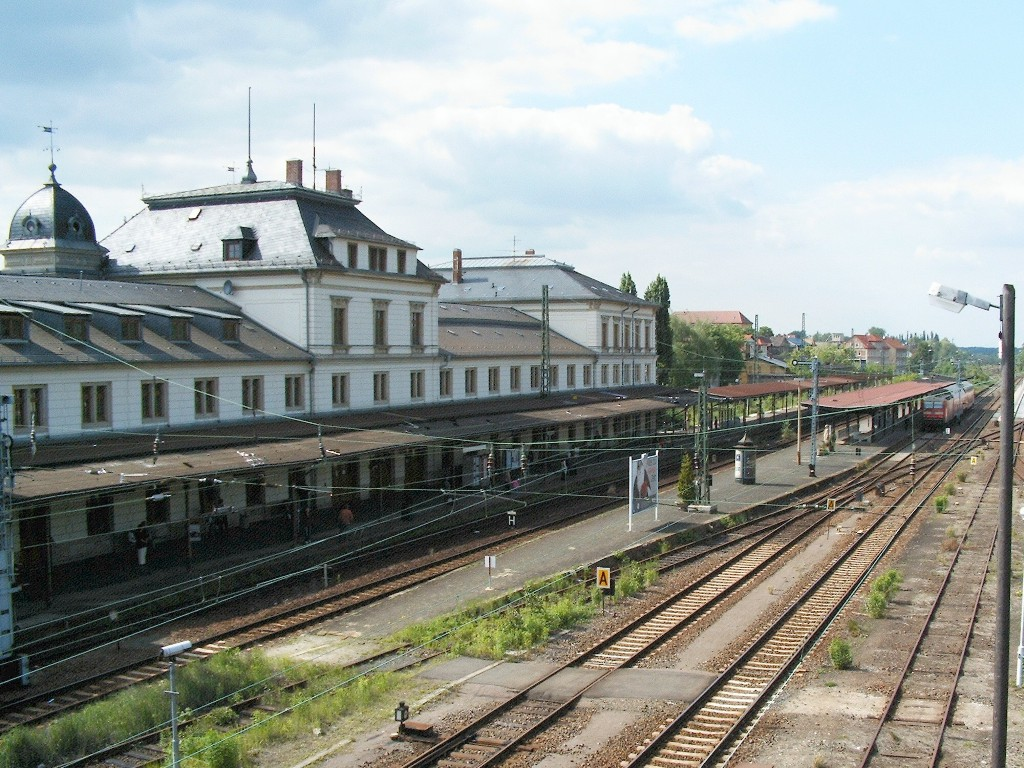
Станция в 2006 году

Увеличение трафика означало, что конечная станция больше не справлялась. В 1876 году начались работы на новой станции чуть восточнее, и магистраль была перенесена на новый маршрут, идущий на юг через туннель длиной 375 м. 25 сентября 1878 года по новому туннелю прошел первый поезд. На Фабрикштрассе до сих пор сохранились остатки бывшего вокзала. Крыша туннеля Альтенбург была снята для электрификации линии Лейпциг-Хоф в период с 1957 по 1959 год.
Непосредственно к северо-западу от пассажирской станции ныне несуществующая линия Zeitz которая проходила через сортировочную станцию, в наше время сдана в аренду компании Villmanngruppe.
В рамках пакета экономических стимулов станция Альтенбург ремонтируется компанией DB Station & Service. Основное внимание в проекте уделяется обновлению и реконструкции платформ (поднятие краев платформ для обслуживания Интерсити-Экспресс) и герметизации крыши основной платформы. Новый подъемник облегчит доступ к центральной платформе, которую используют пути 2 и 3.

## Путевое развитие
В настоящее время до недавнего закрытия железной дороги на период реконструкции все 3 сквозных пути для движения поездов были перенесены немного восточнее. В южной горловине вокзала от неработающего пока лифта-подъёмника сделан пешеходный мост со спуском к островной платформе на пути №5 и 7 и далее к восточной стороне вокзала. Западная боковая платформа пока временно не работала. Старая боковая платформа, расположенная ещё западнее, под зданием вокзала, тоже пока никак не используется в работе. Поезда на юг и на север (транзитные электропоезда в обоих направлениях) до закрытия проходили через западный бок островной платформы (путь №5), оборот некоторых поездов с севера (из Галле), а так же дизель-поезда (BR612) с юга (из Эрфурта) с отгоном его на некоторое время стоянки в северный оборотный тупик до закрытия осуществлялись на восточном боку островной платформы (путь №7). Есть 2 видео, где этот вокзал частично сравнивают с железнодорожным вокзалом подмосковного города Серпухов. Видео вы можете просмотреть на страницах: https://www.youtube.com/watch?v=dRN2kzHnB8w&t=284s и https://www.youtube.com/watch?v=InS_gbnYTfU&t=376s .